# 맨질량
맨질량(bare mass)은 양자장론 내 재규격화에서 기본 입자의 거리가 0으로 갈 때, 즉 입자 충돌의 에너지가 무한으로 갈 때의 입자 질량의 한계이다. 맨질량은 불변 질량과 다른데, 이는 불변 질량에는 가상 입자로 인해 입자 주변에 잠시 동안 생기는 장의 영향이 포함되기 때문이다. 양자장론 일부에서는 입자의 맨질량이 무한으로 가기도 하며, 힉스 보손을 이용한 전기-약 작용 이론에서는 모든 입자의 맨질량이 0이다.
맨질량에 대한 관계식은 {\displaystyle m=m_{0}+\delta _{m}}으로 주어지며, {\displaystyle m}은 실험적으로 관측되는 입자의 질량, {\displaystyle m_{0}}는 맨질량, {\displaystyle \delta _{m}}은 장과의 상호작용에 의한 질량의 증가이다.

## 같이 보기
- 극질량